# HMS Glowworm (H92)
O HMS Glowworm foi um contratorpedeiro operado pela Marinha Real Britânica e a segunda embarcação da Classe G. Sua construção começou em agosto de 1934 na John I. Thornycroft & Company e foi lançado ao mar em julho de 1935, sendo comissionado na frota britânica em janeiro do ano seguinte. Era armado com uma bateria principal composta por quatro canhões de 120 milímetros e dez tubos de torpedo de 533 milímetros, tinha um deslocamento carregado de quase duas mil toneladas e alcançava uma velocidade máxima de 36 nós (67 quilômetros por hora).
O Glowworm passou a maior parte de seu serviço em tempos de paz no Mar Mediterrâneo, realizando patrulhas de neutralidade durante a Guerra Civil Espanhola. A Segunda Guerra Mundial começou em 1939 e o navio foi inicialmente colocado na escolta de comboios, sendo transferido em março de 1940 para a Frota Doméstica. Ele encontrou contratorpedeiros alemães em 8 de abril que estavam transportando tropas para a invasão da Noruega. O Glowworm acabou seriamente danificado e abalroou o cruzador pesado Admiral Hipper, afundando em seguida.

## Características
O Glowworm tinha 98,5 metros de comprimento de fora a fora, boca de 10,1 metros e calado de 3,8 metros. Tinha um deslocamento padrão de 1 370 toneladas e um deslocamento carregado de 1 913 toneladas. Seu sistema de propulsão era composto por três caldeiras de tubos d'água Admiralty que alimentavam duas turbinas a vapor Parsons; a potência indicada era de 34 mil cavalos-vapor para uma velocidade máxima de 36 nós (67 quilômetros por hora). Podia carregar até 480 toneladas de óleo combustível, o que proporcionava uma autonomia de 5 530 milhas náuticas (10 240 quilômetros) a quinze nós (28 quilômetros por hora). A tripulação em tempos de paz tinha 137 oficiais e marinheiros.
O armamento principal consistia em quatro canhões Marco IX calibre 45 de 120 milímetros em montagens únicas. A defesa antiaérea era composta por oito metralhadoras Vickers Marco III de 12,7 milímetros em duas montagens quádruplas. O Glowworm foi o navio teste para uma nova montagem com cinco tubos de torpedo de 533 milímetros, sendo equipado com duas para um total de dez tubos. Tinha um trilho de cargas de profundidade e dois lançadores. Originalmente carregava vinte cargas, mas este número cresceu para 35 pouco depois do início da Segunda Guerra Mundial.

## Carreira

### Tempos de paz

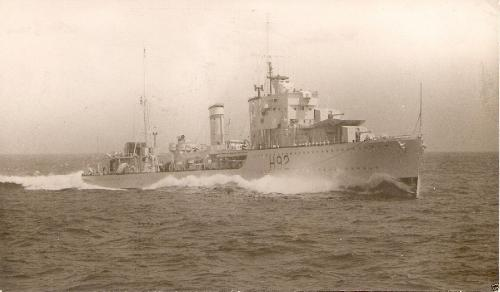
O Glowworm c. 1936–1939

O Glowworm foi encomendado em 5 de março de 1934 dos estaleiros da John I. Thornycroft & Company em Southampton, parte do Programa de Construção de 1933. Seu batimento de quilha ocorreu em 15 de agosto de 1934 e foi lançado ao mar em 22 de julho de 1935. Foi finalizado em 22 de janeiro de 1936 ao custo total de 248 785 libras esterlinas, excluindo equipamentos fornecidos pelo governo como o armamento. Foi designado para a 1ª Flotilha de Contratorpedeiros da Frota do Mediterrâneo. Entre 10 de agosto e 9 de setembro de 1936 escoltou o iate Nahlin junto com o contratorpedeiro HMS Grafton enquanto o rei Eduardo VIII viajava pelo Mar Mediterrâneo. Depois disso fez patrulhas na Espanha durante a Guerra Civil Espanhola fazendo cumprir os éditos do Comitê de Não Intervenção até voltar para casa a fim de passar por manutenção em Portsmouth, que ocorreu de 27 de maio a 8 de junho de 1937. Em seguida voltou para o Mediterrâneo. O Glowworm foi novamente para Portsmouth a fim de passar por uma revisão maior de 7 de junho a 25 de julho de 1938. Escoltou o transatlântico SS Strathnaver entre Malta e Alexandria em setembro de 1938 durante a Crise de Munique, enquanto mais tarde no mesmo mês escoltou o cruzador rápido HMS Arethusa até Adem. O Glowworm colidiu com seu irmão HMS Grenade durante exercícios noturnos em 16 de maio de 1939, sendo forçado a ir para Alexandria a fim de passar por reparos temporários. Passou por reparos permanentes em Malta entre 23 de maio e 24 de junho.

### Segunda Guerra
O contratorpedeiro estava em Alexandria quando a Segunda Guerra Mundial começou em setembro de 1939. A flotilha foi transferida no mês seguinte para o Comando das Aproximações Ocidentais, com o Glowworm partindo para o Reino Unido no dia 19 junto com seus irmãos Grafton, HMS Gallant e HMS Greyhound. Chegaram em Plymouth em 22 de outubro e foram colocados nas Aproximações do Sudoeste. O navio escoltou comboios e realizou patrulhas antissubmarinas até 12 de novembro, quando foi transferido para a 22ª Flotilha de Contratorpedeiros em Harwich para patrulhas e escoltas no Mar do Norte. Ele colidiu com o navio sueco SS Rex em 22 de fevereiro de 1940 na neblina enquanto estava ancorado em Outer Dowsing. O Glowwrom sofreu danos estruturais significativos e ficou sob reparos em um estaleiro particular em Kingston upon Hull até o final de março. Foi em seguida transferido para 1ª Flotilha de Contratorpedeiros da Frota Doméstica, chegando na base de Scapa Flow em 20 de março. Em 5 de abril fez parte da escolta do cruzador de batalha HMS Renown junto com o Greyhound e seus meio-irmãos HMS Hero e HMS Hyperion. Eles deram cobertura para operações de criação de campos minados próximos do litoral da Noruega, com o Glowwrom sendo destacado dois dias depois para procurar um marinheiro que tinha caído no mar.

#### Última batalha

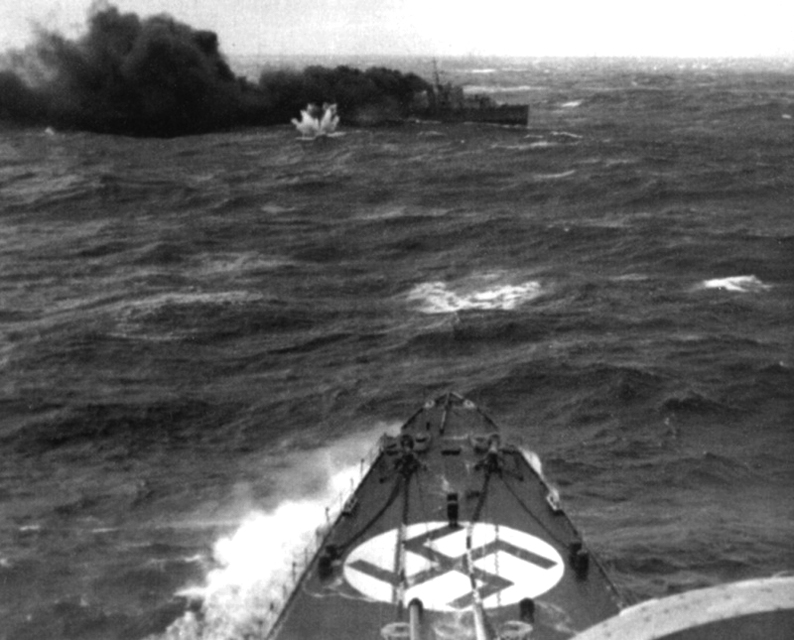
O Glowworm sendo atacado pelo Admiral Hipper

O Glowworm estava à caminho de voltar para o Renown na manhã de 8 de abril quando encontrou às 8h00min os contratorpedeiros alemães Z11 Bernd von Arnim e Z18 Hans Lüdemann sob neblina espessa. Estes eram parte de um destacamento naval liderado pelo cruzador pesado Admiral Hipper, que estava à caminho de desembarcar tropas em Trondheim, parte da invasão alemã da Noruega. O Glowworm abriu fogo e os alemães tentaram fugir, sinalizando por socorro. Este pedido logo foi atendido pelo Admiral Hipper, que avistou o navio britânico às 9h50min. O cruzador inicialmente teve dificuldade de distinguir o Glowworm do Bernd von Arnim, mas abriu fogo oito minutos depois a uma distância de 8,4 quilômetros com seus canhões principais de 203 milímetros. O contratorpedeiro foi atingido pela quarta salva do Admiral Hipper e começou a lançar uma cortina de fumaça para tentar interromper o contato visual, mas os canhões do cruzador eram direcionados por radar e não foram afetados. O Glowworm saiu do cortina de fumaça ao alcance das armas secundárias de 105 milímetros do cruzador, que destruiu a sala de rádio, ponte de comando e seu primeiro canhão principal, também atingido a sala de máquinas, cabine do capitão e mastro. Este caiu e causou um curto-circuito que fez a sirene do navio começar a soar.

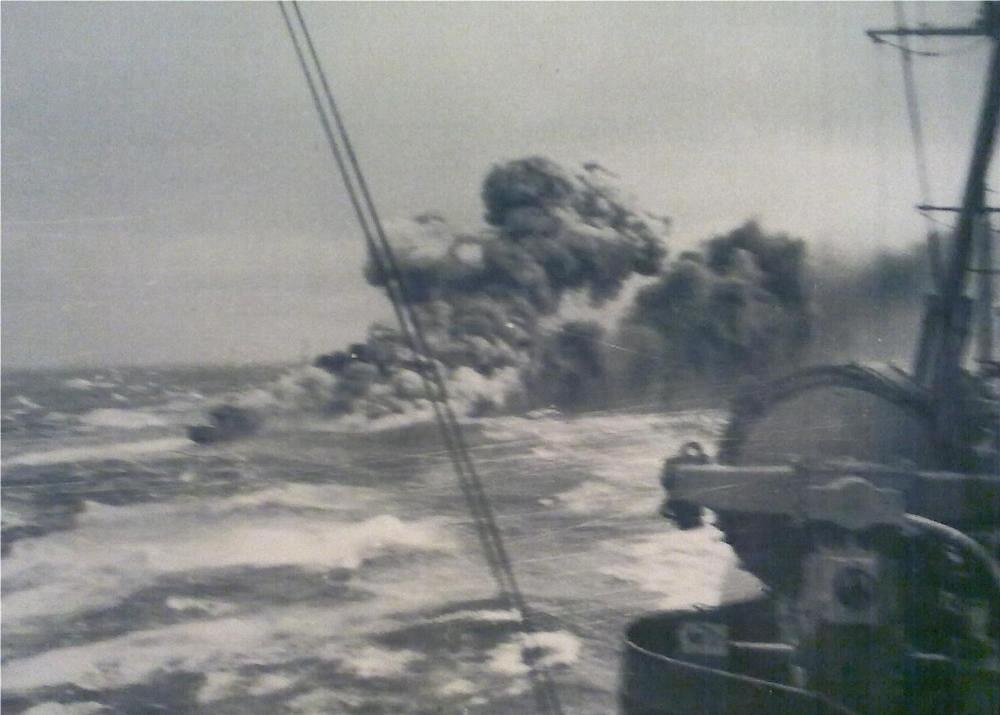
O Glowworm em chamas

O tenente-comandante Gerard Roope, o oficial comandante do Glowworm, lançou às 10h10min cinco torpedos contra o cruzador a uma distância de apenas oitocentos metros. Todos erraram porque o capitão de mar Hellmuth Heye, o oficial comandante do Admiral Hipper, manteve a proa de seu navio apontada para o contratorpedeiro com o objetivo de minimizar o risco de torpedos. O Glowworm voltou para a cortina de fumaça para ganhar tempo e tentar lançar mais torpedos, mas o Admiral Hipper o seguiu para afundá-lo antes que pudesse fazer isso. Os dois navios estavam muito próximos quando o cruzador passou pela cortina de fumaça e assim Roope ordenou uma virada brusca para estibordo com o objetivo de abalroar o inimigo. O Admiral Hipper não reagiu em tempo e o Glowworm o acertou logo à ré da âncora. A colisão quebrou a proa do contratorpedeiro e o resto da embarcação foi arranhando pela lateral do cruzador, abrindo vários buracos em seu casco e destruindo um lançador de torpedos. Um marinheiro alemão foi jogado no mar pela colisão. Aproximadamente quinhentas toneladas de água entraram no Admiral Hipper antes dos vazamentos serem isolados, mas tirando isso não foi seriamente danificado. O Glowworm estava em chamas quando se afastou à deriva e suas caldeiras explodiram às 10h24min. Houve 109 mortos entre oficiais e marinheiros.
O Admiral Hipper se aproximou para resgatar seu marinheiro e os sobreviventes do Glowworm. O marinheiro alemão não foi encontrado, mas quarenta marinheiros britânicos foram resgatados, porém seis posteriormente morreram de seus ferimentos. O tenente Robert Ramsay, o oficial mais graduado a sobreviver, afirmou que o leme e a posição de navegação de emergência não estavam tripulados na hora da colisão. Relatos alemães dizem que apenas quatro torpedos foram lançados, mas os relatos britânicos afirmam que todos os dez foram. Registros fotográficos tirados pelos alemães após a colisão mostram os dez tubos de torpedo vazios, dando crédito para a versão britânica.
Roope se afogou depois de não conseguir mais se segurar na corda que tinha sido jogada pelo Admiral Hipper para resgatar sobreviventes, sendo postumamente condecorado com a Cruz Vitória, o primeiro recipiente da condecoração na Segunda Guerra Mundial pela data da ação. A Cruz Vitória foi parcialmente justificada pela recomendação de Heye, que escreveu para as autoridades britânicas por meio da Cruz Vermelha, afirmando que Roope tinha demonstrado uma coragem intrépida diante de um inimigo superior em combate próximo. Ramsay também foi condecorado com a Ordem de Serviços Distintos. As duas condecorações só foram feitas em julho de 1945 ao final da guerra.